# Charlotte Hennessy
Pour les articles homonymes, voir Hennessy (homonymie).
Charlotte Hennessy (1873 – 22 mars 1928), née Elsie Charlotte Printer, alias Charlotte Smith Pickford est une actrice américaine d'origine canadienne.
Ayant fait la majeure partie de sa carrière dans des pièces de troisième ordre, elle est surtout connue pour être la mère de :
- Mary Pickford, plus grande star féminine du cinéma muet,
- Jack Pickford, acteur du cinéma muet,
- Lottie Pickford, actrice.

## Filmographie
- 1910 : A Victim of Jealousy
- 1910 : The Impalement
- 1911 : Sweet Memories